# Реккья, Лючия
Лючия Реккья (итал. Lucia Recchia, род. 8 января 1980 года, Роверето) — итальянская горнолыжница, призёр чемпионата мира, участница Олимпийских игр, призёрка этапов Кубка мира. Специализируется в скоростных дисциплинах.
В Кубке мира Реккья дебютировала в 1998 году, в декабре 2004 года первый раз попала в тройку лучших на этапе Кубка мира. Всего имеет два попадания в тройку лучших на этапах Кубка мира, все в супергиганте. Лучшим достижением Реккьи в общем зачёте Кубка мира является 25-е место в сезоне 2004/05.
На Олимпиаде-2002 в Солт-Лейк-Сити стала 24-й в скоростном спуске и 18-й в комбинации.
На Олимпиаде-2006 в Турине показала следующие результаты: скоростной спуск — 13-е место, супергигант — 8-е место.
На Олимпиаде-2010 в Ванкувере стартовала в двух дисциплинах: скоростной спуск — 9-е место, супергигант — 7-е место.
За свою карьеру участвовала в пяти чемпионатах мира, завоевала серебро в супергиганте на чемпионате 2005 года.
Использовала лыжи производства фирмы Voelkl.
Завершила карьеру в 2012 году.